# Baileys

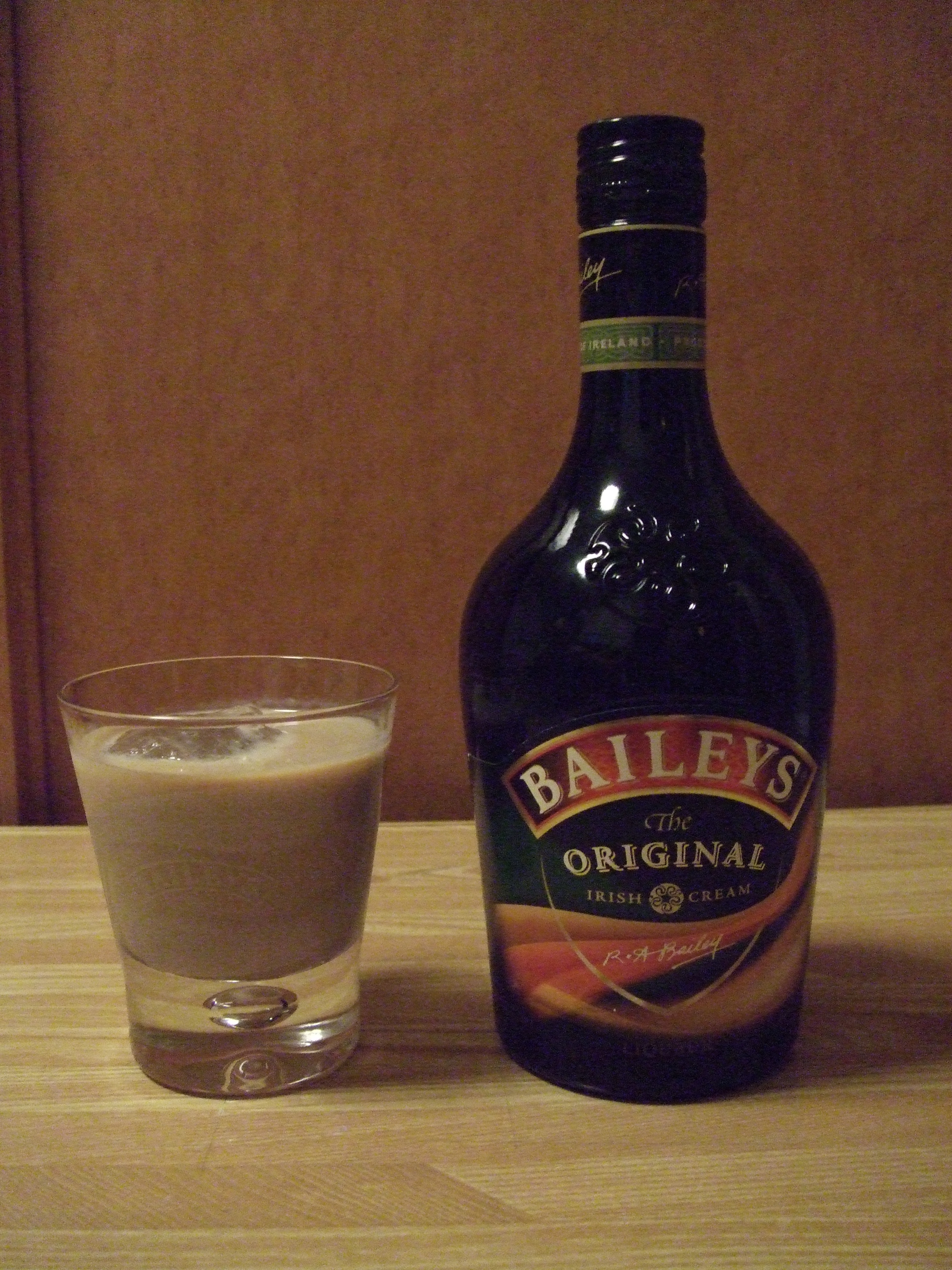
Butelka i kieliszek Baileys Irish Cream

Baileys (zarejestrowana jest nazwa handlowa z pominięciem apostrofu) – irlandzki likier tworzony na bazie śmietanki i whiskey, z dodatkiem wanilii i kakao. Deklarowana przez producenta zawartość alkoholu to 17%. Po raz pierwszy wyprodukowano Baileysa 27 listopada 1974. Baileys dostępny jest w ponad trzydziestu krajach i należy do czołowych marek koncernu Diageo. 
Trzykrotnie destylowana 
whiskey używana przy produkcji likieru pochodzi z najstarszej w Irlandii, 400-letniej destylarni w Bushmills. Mleko potrzebne do produkcji likieru też pochodzi z Irlandii.
W Polsce Baileys dostępny jest w szklanych butelkach o pojemnościach 50ml, 200ml, 500ml, 700ml oraz 1000ml. Powstały także różne warianty smakowe likieru: Mint Chocolate, Coffee oraz Crème Caramel, Hazelnut,  Biscotti, Red Velvet, Colada i Orange Truffle.